# Centre Mackinac pour les politiques publiques
 (novembre 2024).
La mise en forme du texte ne suit pas les recommandations de Wikipédia : il faut le « wikifier ».
Les points d'amélioration suivants sont les cas les plus fréquents. Le détail des points à revoir est peut-être précisé sur la page de discussion.
- Les titres sont pré-formatés par le logiciel. Ils ne sont ni en capitales, ni en gras.
- Le texte ne doit pas être écrit en capitales (les noms de famille non plus), ni en gras, ni en italique, ni en « petit »…
- Le gras n'est utilisé que pour surligner le titre de l'article dans l'introduction, une seule fois.
- L'italique est rarement utilisé : mots en langue étrangère, titres d'œuvres, noms de bateaux, etc.
- Les citations ne sont pas en italique mais en corps de texte normal. Elles sont entourées par des guillemets français : « et ».
- Les listes à puces sont à éviter, des paragraphes rédigés étant largement préférés. Les tableaux sont à réserver à la présentation de données structurées (résultats, etc.).
- Les appels de note de bas de page (petits chiffres en exposant, introduits par l'outil «  Source ») sont à placer entre la fin de phrase et le point final[comme ça].
- Les liens internes (vers d'autres articles de Wikipédia) sont à choisir avec parcimonie. Créez des liens vers des articles approfondissant le sujet. Les termes génériques sans rapport avec le sujet sont à éviter, ainsi que les répétitions de liens vers un même terme.
- Les liens externes sont à placer uniquement dans une section « Liens externes », à la fin de l'article. Ces liens sont à choisir avec parcimonie suivant les règles définies. Si un lien sert de source à l'article, son insertion dans le texte est à faire par les notes de bas de page.
- La présentation des références doit suivre les conventions bibliographiques. Il est recommandé d'utiliser les modèles {{Ouvrage}}, {{Chapitre}}, {{Article}}, {{Lien web}} et/ou {{Bibliographie}}. Le mode d'édition visuel peut mettre en forme automatiquement les références.
- Insérer une infobox (cadre d'informations à droite) n'est pas obligatoire pour parachever la mise en page.

Pour une aide détaillée, merci de consulter Aide:Wikification.
Si vous pensez que ces points ont été résolus, vous pouvez retirer ce bandeau et améliorer la mise en forme d'un autre article.
Le Mackinac Center for Public Policy (/ˈ m æ k ɪ n ɔː /) à Midland, Michigan, est le plus grand groupe de réflexion sur le libre marché des États-Unis[Selon qui ?],. Le Centre Mackinac mène des recherches politiques et des programmes éducatifs. Le Centre sponsorise MichiganVotes.org, une base de données en ligne de votes législatifs qui fournit un résumé dit non partisan de chaque projet de loi et de chaque vote de la législature du Michigan. Les chercheurs du Mackinac Center recommandent généralement des politiques de libre marché telles que des impôts moins élevés, une autorité réglementaire réduite pour les agences d'État, des lois sur le droit au travail, le choix des écoles et une protection renforcée des droits de propriété individuelle, ; ils évitent les questions socialement conservatrices telles que les droits reproductifs ou matrimoniaux.
Joseph Overton (1960-2003), vice-président principal du Mackinac Center, a énoncé la stratégie politique qui devient plus tard connue sous le nom de « fenêtre d’Overton ». Overton a déclaré que les politiques politiquement impopulaires[Quoi ?] et inacceptables doivent être transformées en politiques politiquement acceptables[Quoi ?] avant de pouvoir être promulguées sous forme de loi,. Le Centre a été classé parmi les 5 % des près de 1 900 groupes de réflexion aux États-Unis par le Global Go To Think Tank Index Report 2018,.

## Histoire

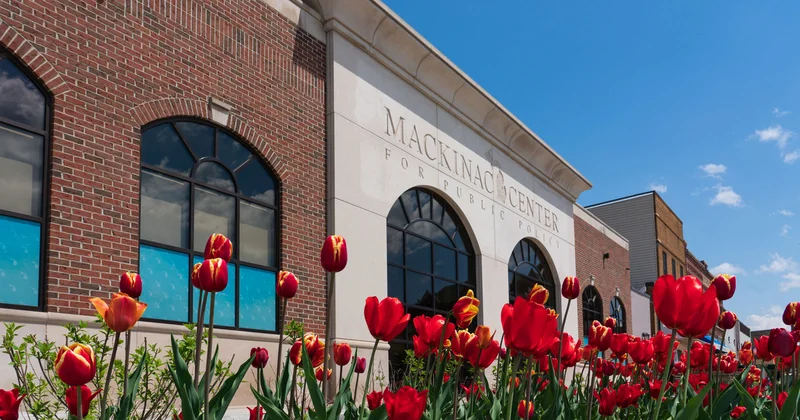
Bâtiment du Mackinac Center à Midland, Michigan.

L'association a été fondée en 1987. Dans une interview de 2011, le fondateur Joe Olson a déclaré que le Centre avait été conçu pour la première fois dans un bar de Lansing, dans le Michigan lors d'une réunion entre Olson, son collègue directeur de compagnie d'assurance Tom Hoeg, Richard McLellan et le sénateur de l'époque John Engler. Olson a déclaré que les fondateurs souhaitaient une organisation qui se concentrerait sur la recherche, la rédaction, la prise de parole, la publication de communiqués de presse et l'examen des politiques publiques du point de vue du libre marché.
Le Centre a commencé ses opérations sans bureau ni personnel à temps plein. Elle a officiellement ouvert ses bureaux à Midland en 1988 avec son premier président, Lawrence W. Reed, économiste, écrivain et conférencier qui avait présidé le département d'économie de l'Université Northwood. La Fondation Cornerstone, basée à Lansing, a fourni une orientation initiale et un certain financement. Le premier budget annuel du Centre sous Reed était de 80 000 $. En 1999, le Mackinac Center a emménagé dans son siège social actuel après avoir levé 2,4 millions de dollars pour rénover un ancien grand magasin Woolworth sur la rue Main de Midland.
Reed a été président du Centre depuis sa fondation jusqu'en septembre 2008, date à laquelle il a assumé le titre de président émérite et est également devenu président de la Fondation pour l'éducation économique. L'ancien directeur de l'exploitation Joseph G. Lehman a été nommé président du Mackinac Center le 1er septembre 2008.
Le Mackinac Center est une association à but non lucratif de droit américain (organization 501(c)(3) du Code des impôts des États-Unis). Le Mackinac Center est membre du State Policy Network, une organisation ombrelle de divers groupes de réflexion libertaires et de libre marché opérant au niveau de l'État. En novembre 2006, le New York Times a publié une série en deux parties sur les groupes de réflexion étatiques partisans du libre marché, décrivant comment le Mackinac Center a formé des dirigeants de groupes de réflexion de 42 pays et de presque tous les États américains. Le New York Times a également rapporté que « lorsque le Mackinac Center a été fondé en 1987, il n'existait que trois autres instituts de politique de libre marché au niveau des États. Aujourd'hui, il y en a 48, dans 42 États. ».
Le Mackinac Center a publié un plan en 20 points pour la réforme fiscale de l'État : le gouverneur John Engler a mis en œuvre totalement ou partiellement 16 de ces recommandations au cours de son premier mandat. En 1994, le gouverneur Engler a reconnu l'influence du Mackinac Center en déclarant : « Lorsque le Mackinac Center parle, nous l'écoutons. ».
Interrogé par le journal Metro Times de Détroit en 1996, le président du Centre, Lawrence Reed, a déclaré : « Nos sources de financement proviennent principalement de fondations [...] le reste provenant d'entreprises et de particuliers », mais que « [...] révéler nos contributeurs serait une énorme diversion [...] ».
En 2002, la Michigan Education Association (MEA) a poursuivi le Mackinac Center pour l'utilisation par le Centre d'une citation de soutien du président de la MEA dans du matériel de collecte de fonds. En 2004, la Cour d’appel du Michigan a rejeté le procès.
En 2014, l'organisation a lancé une application mobile, VoteSpotter,,. L'application permet aux utilisateurs de suivre les votes des élus aux États-Unis. Il s'agissait à l'origine d'une extension du site Web MichiganVotes.org de l'organisation, mais il s'est depuis étendu pour inclure d'autres États.
En 2019, un bureau satellite a été ouvert à Lansing, dans le Michigan.

### Création du terme «Fenêtre d'Overton»
Le concept de « fenêtre d’Overton » a été introduit pour la première fois par Joseph Overton, ancien vice-président senior du Mackinac Center for Public Policy, dans les années 1990. Après sa mort prématurée dans un accident d'avion en 2003, son collègue Joseph Lehman a formalisé et nommé l'idée dans une présentation visant à sensibiliser les autres membres du groupe de réflexion au pouvoir d'un plaidoyer cohérent et persistant. La « fenêtre d'Overton » fait référence à l'éventail d'idées qui sont considérées comme marginales ou dominantes sur le plan culturel et politique. Lorsqu'un sujet se déplace le long de ce spectre, on considère qu'il a changé de statut le long de la « fenêtre d'Overton ». Le Mackinac Center définit la fenêtre d'Overton comme :

« ... un modèle permettant de comprendre comment les idées dans la société évoluent au fil du temps et influencent la politique. Le concept fondamental est que les hommes politiques sont limités dans les idées politiques qu’ils peuvent soutenir : ils ne poursuivent généralement que des politiques qui sont largement acceptées dans la société comme des options politiques légitimes. Ces politiques se situent à l’intérieur de la fenêtre d’Overton. D’autres idées politiques existent, mais les hommes politiques risquent de perdre le soutien populaire s’ils les défendent. Ces politiques se situent en dehors de la fenêtre d’Overton. »

## Fondation juridique du Centre Mackinac
La Mackinac Center Legal Foundation est une organisation à but non lucratif et bénévole associée au Mackinac Center for Public Policy qui se concentre sur la promotion de la liberté et des marchés libres,.
Leurs principaux domaines d’intervention comprennent :
1. Droit du travail
2. Droit de propriété
3. Droit constitutionnel
4. Lois relatives aux soins de santé en Amérique[24]

En 2020, la Mackinac Center Legal Foundation a intenté une action en justice contre la gouverneure Gretchen Whitmer, qui a finalement conduit la Cour suprême du Michigan à rendre une décision unanime. Le tribunal a déclaré que la tentative de la gouverneure Whitmer de prolonger l’état d’urgence au-delà du 30 avril 2020, sans l’approbation législative, était illégale. En outre, dans une décision à 4 voix contre 3, la Cour a jugé que la loi sur les pouvoirs d'urgence du gouverneur de 1945, que la gouverneure Whitmer avait citée comme base pour maintenir un contrôle unilatéral pour une période indéterminée, était inconstitutionnelle. Par conséquent, tous les décrets émis après le 30 avril sont actuellement considérés comme nuls et non avenus,,,.

### Poursuites judiciaires impliquant la Michigan Education Association (MEA)

#### Association d'éducation du Michigan contre Centre Mackinac pour les politiques publiques
En 2002, le Michigan Education Center a poursuivi le Mackinac Center pour avoir cité le président de la Michigan Education Association, Luigi Battaglieri, dans une lettre de collecte de fonds.
Le 27 septembre 2001, Luigi Battaglieri, président de la Michigan Education Association, a exprimé son admiration pour le Mackinac Center, déclarant : « ... très franchement, j'admire ce qu'ils [le Mackinac Center] ont fait au cours des deux dernières années en entrant dans le domaine comme ils l'ont fait et en étant pratiquement le seul fournisseur de recherche à la communauté, au public, à nos membres, aux législateurs... » Le Mackinac Center a cité cette citation dans une lettre adressée à ses partisans et à ses bailleurs de fonds potentiels, soulignant la reconnaissance de son efficacité, même de la part d'individus qui ont généralement des opinions opposées à celles du Centre,.
La MEA a fait valoir que la jurisprudence relative au discours commercial exigeait que le Mackinac Center obtienne l’autorisation d’utiliser la citation. Cependant, la Cour a conclu que la citation dans la lettre de collecte de fonds « tombe clairement sous la protection du Premier Amendement pour les discours sur des questions d'intérêt public »,.

#### Mackinac Center Legal Foundation contre Michigan Education Association
En janvier 2022, la Mackinac Center Legal Foundation a intenté une action en justice contre la Michigan Education Association (MEA) et sa filiale d'assurance, la Michigan Education Special Services Association (MESSA). La plainte a été déposée en vertu de la loi fédérale False Claims Act, affirmant que ces syndicats avaient demandé et reçu de manière injustifiée 12,5 millions de dollars d'aide financière liée au COVID-19 par le biais du Paycheck Protection Program (PPP).
Le programme de protection des chèques de paie, qui était destiné à soulager les petites entreprises, n'a pas été conçu pour les organisations à but non lucratif 501(c)(5) comme la MEA ou les organisations à but non lucratif 501(c)(9) comme la MESSA. Malgré cela, les deux organisations ont demandé et reçu un financement via le PPP en avril 2020, la MEA recevant 6,4 millions de dollars et la MESSA 6,1 millions de dollars. En décembre 2020, le MEA et le MESSA auraient restitué les fonds.
La Mackinac Center Legal Foundation a déposé une plainte au motif que les actions de la MEA et de la MESSA ont privé d'autres entreprises de fonds de secours pendant la pandémie de COVID-19. Quatorze mois après le dépôt du procès, l’affaire a été réglée en faveur du Mackinac Center. Dans le cadre du règlement, la MEA et la MESSA sont convenues de payer 200 000 $ en remboursements et amendes. De plus, les deux organisations syndicales sont convenues de verser au Centre Mackinac 77 000 $ pour son rôle dans la découverte des actes répréhensibles présumés,.

## Capitole du Michigan Confidentiel
Michigan Capitol Confidential est un service d'information à but non lucratif publié par le Mackinac Center et financé par un soutien bénévole. Il fournit des nouvelles et des analyses sur les problèmes spécifiques au Michigan, y compris les politiques du gouvernement de l'État et local, l'éducation et l'économie. La publication vise à fournir des rapports approfondis et impartiaux pour informer le public et promouvoir la transparence au sein du gouvernement. Michigan Capitol Confidential est connu pour son approche indépendante et non partisane du journalisme et a été reconnu pour ses contributions au discours public dans le Michigan,.

## Votes du Michigan
MichiganVotes est un projet dont l’objectif principal est de faciliter l’accès aux informations concernant les actions législatives historiques et en cours. Ses utilisateurs ont la possibilité de rechercher des factures par leurs numéros, catégories ou mots-clés respectifs. Cette plateforme a été conçue par le Centre Mackinac dans le but de permettre aux individus de rester informés sur les différentes législations et de s'assurer que leurs élus soient tenus responsables de leurs actes.

## Principes
Le Centre Mackinac préfère le terme « marché libre » à celui de « conservateur », car il n'aborde pas les questions sociales telles que l'avortement, la censure et les jeux de hasard. Le Centre écrit que son idéologie est plus précisément caractérisée comme découlant de la « tradition libérale classique » de Milton Friedman et d'autres : « socialement tolérant, économiquement sophistiqué, désirant peu d'intervention gouvernementale dans leurs affaires personnelles ou économiques. »
Le Mackinac Center a participé aux efforts visant à faire passer une loi sur le droit au travail dans le Michigan et a soutenu les efforts déployés dans d'autres États pour étendre les lois sur le droit au travail et le droit des travailleurs à ne pas payer de cotisations à un syndicat qu'ils ne soutiennent pas. Le Centre a également lancé le site Web MyPayMySay.com pour informer les membres du syndicat de leurs droits,,,,,,.

## Publications
En plus des études de politique, le Centre publie un certain nombre de périodiques, notamment Michigan Education Report, Michigan Privatization Report, Michigan Science, Michigan Capitol Confidential, Impact, Michigan Education Digest et Michigan Context and Performance Report Card,,.

## Personnel

### Membres du personnel chargé des politiques
- Burton W. Folsom Jr., chercheur principal en éducation économique
- Lawrence Reed, président émérite

### Chercheurs associés
- Peter Boettke
- Richard Ebeling
- James Gattuso
- Paul McCracken (1915–2013)
- Robert Murphy
- Mark J. Perry
- Robert Sirico
- Bradley A. Smith
- John B. Taylor
- Richard Vedder
- Gary L. Wolfram

Les membres actuels du conseil d'administration du Centre Mackinac comprennent :
- Rodney M. Lockwood Jr., président du conseil d'administration ; président-directeur général de Lockwood Companies
- Joseph G. Lehman, président, vice-président de la National Taxpayers Union et directeur du Fairness Center
- Richard D. McLellan, secrétaire; cabinet d'avocats McLellan; anciennement cabinet d'avocats Dykema Gossett
- Clifford W. Taylor, membre ; juge en chef de la Cour suprême du Michigan de 2005 à 2009
- Richard Haworth, membre ; président de Haworth, une société de mobilier de bureau et d'architecture d'intérieur basée à Holland, Michigan
- Jim Barrett, membre, président et directeur général de la Chambre de commerce du Michigan
- Daniel Graf, membre ; analyste financier chez Amerisure Mutual Holdings
- JC Huizenga, membre ; président et fondateur du groupe Huizenga, membre du conseil d'administration de l'Acton Institute
- Edward C. Levy Jr., membre ; président d'Edw. C. Levy Co.
- Joseph P. Maguire, Trésorier; Président de Wolverine Development Corporation
- Jennifer Panning, membre; présidente et fondatrice d'Artisan Tile Inc.

Parmi les anciens membres du conseil d'administration de l'organisation figurent :
- Robert Teeter, sondeur républicain et stratège de campagne politique[51]
- Paul V. Gadola, juge de district des États-Unis[52]
- Lawrence Reed, président émérite du Mackinac Center et président de la Foundation for Economic Education
- Dulce Fuller, membre et présidente du comité du sud-est du Michigan de la Heritage Foundation
- D. Joseph Olson, membre; retraité d'Amerisure
- Kent Herrick, vice-président; président de Thermogy